# Stazione di Pescara Porto
La stazione di Pescara Porto era una stazione ferroviaria posta lungo la ex linea ferroviaria a scartamento ridotto Pescara-Penne chiusa il 20 giugno 1963, a servizio del comune di Pescara; si trova sul lungomare Matteotti all'incrocio con via Ugo Foscolo.

## Strutture e impianti
Nota anche come "Ex Fea" (dal nome della società che gestiva la linea ferroviaria, Ferrovie Elettriche Abruzzesi), comprende un edificio principale, un magazzino merci e una rimessa per le locomotive. Le varie costruzioni si trovano intorno a uno spazio centrale, che dopo la dismissione è stato utilizzato come deposito per gli autobus dalla Gestione Trasporti Metropolitani e successivamente come parcheggio a pagamento.
La sua vecchia sede nel 1997 ospitò una edizione di Fuori Uso, e sul lato dell'edificio principale che affaccia sul lungomare è ancora visibile la scritta bianca "FUORI USO '97". Per l'area sono stati proposti diversi progetti di riqualificazione. Il 18 gennaio 2021 è stato annunciato che la vecchia stazione sarà completamente ristrutturata e riqualificata e convertita in un museo d'arte contemporanea dalla SII, la Società Italiana Immobili che curerà il recupero e la gestione del polo culturale.